# Uma casa Portuguesa
"Uma casa Portuguesa" is een van de bekendste Portugese muzieknummers. Het is opgenomen door vele artiesten. De bekendste versie is afkomstig van Amália Rodrigues, die het in 1953 op haar album Uma casa Portuguesa zette. In 1952 werd haar versie al uitgebracht als single. In 1977 had Johnny & Orquesta Rodrigues in Nederland een kleine hit met een cover.

## Achtergrond
De muziek van "Uma casa Portuguesa" is geschreven door Artur Fonseca, en de tekst is afkomstig van Reinaldo Ferreira en Vasco de Matos Sequeira. Het lied gaat over een typisch Portugees huis; de titel is dan ook naar het Nederlands te vertalen als "Een Portugees huis". De eerste artiest die het nummer opnam, was Sara Chaves. Het lied kwam via de Portugese zanger João Maria Tudela in handen van Amália Rodrigues, die in 1952 de bekendste versie van het nummer uitbracht. Haar versie behaalde geen hitlijsten, ook omdat deze in de meeste landen nog niet bestonden, maar kreeg wel internationale bekendheid.
In Nederland is een reggaecover van "Uma casa Portuguesa" bekend van de Kaapverdische zanger Johnny Rodrigues, die het in 1977 als Johnny & Orquesta Rodrigues als single uitbracht. Zijn versie stond drie weken in de Nederlandse Top 40, met plaats 31 als hoogste notering. Het was de laatste hitgenoteerde single van Rodrigues, die twee jaar eerder de nummer 1-positie haalde met "Hey mal yo".

## Hitnoteringen

### Amália Rodrigues

#### NPO Radio 2 Top 2000
| Nummer met noteringen in de NPO Radio 2 Top 2000 | '99 | '00 | '01 | '02 | '03 | '04 | '05 | '06  | '07 | '08 | '09 | '10  | '11  |
| ------------------------------------------------ | --- | --- | --- | --- | --- | --- | --- | ---- | --- | --- | --- | ---- | ---- |
| Uma Casa Portuguesa                              | 621 | 844 | 805 | 929 | 704 | 663 | 260 | 1093 | 728 | 652 | -   | 1806 | 1953 |

1. ↑  Een '-' betekent dat het nummer niet was genoteerd en een vetgedrukt getal geeft de hoogste notering aan.
2. ↑  Deze tabel is bijgewerkt tot en met de laatste editie (2024).

### Johnny & Orquesta Rodrigues

#### Nederlandse Top 40
| Hitnotering: 19-03-1977 t/m 02-04-1977 | Hitnotering: 19-03-1977 t/m 02-04-1977 | Hitnotering: 19-03-1977 t/m 02-04-1977 | Hitnotering: 19-03-1977 t/m 02-04-1977 | Hitnotering: 19-03-1977 t/m 02-04-1977 |
| Week                                   | 1                                      | 2                                      | 3                                      |                                        |
| -------------------------------------- | -------------------------------------- | -------------------------------------- | -------------------------------------- | -------------------------------------- |
| Nummer                                 | 33                                     | 31                                     | 34                                     | uit                                    |